# تپه گردوسطی
تپه گردوسطی مربوط به دوره تاریخی است و در شهرستان درگز، داخل روستای تیرگان واقع شده و این اثر در تاریخ ۲۲ مرداد ۱۳۸۴ با شمارهٔ ثبت ۱۳۱۹۲ به‌عنوان یکی از آثار ملی ایران به ثبت رسیده‌است.